# Svetivci
Svetivci (znanstveno ime Fulgoridae) so družina polkrilcev iz sorodstva svetivcev, v katerega uvrščamo približno 700 vrst, ki živijo v tropskih in subtropskih predelih sveta. Znani so zlasti po bizarnih izrastkih glave nekaterih vrst, ki lahko predstavljajo tretjino ali več celotne telesne dolžine in ki so botrovali imenu skupine v latinščini, angleščini (lanternflies), pa tudi slovenščini in drugih jezikih. Imena namigujejo na svetlobo; znamenita prirodoslovka Maria Sibylla Merian je namreč v 18. stoletju v opisu vrste Fulgora laternaria zapisala, da je možno ob svetlobi njihovih izrastkov brati, kar je prevzel Carl Linnaeus kot osnovo za formalno znanstveno ime. Trditev je brez preverjanja obveljala še skoraj dvesto let in prešla v ljudsko poimenovanje, zdaj pa vemo, da te živali niso sposobne proizvajati svetlobe.

## Opis
Najmanjši predstavniki merijo v dolžino manj kot pol centimetra, največji pa zrastejo do 10 cm in imajo premer kril 15 cm. Izrastki glave so lahko dolgi in nazobčani, tanki ali kijasti. Verjetno najznamenitejši primer je Fulgora laternaria in ostale vrste iz rodu Fulgora, ki imajo ogromen izrastek v obliki arašida, ki od strani močno spominja na krokodiljo glavo. Ta in še nekatere druge vrste imajo poleg tega kontrastne pege na krilih, ki spominjajo na oči, pogosta pa je tudi živopisana barva kril, predvsem pri vrstah Starega sveta, medtem ko so ameriške vrste običajno kriptično obarvane. Podobno kot druge vrste iz sorodstva svetivcev proizvajajo vosek iz žlez na zadku, s katerim prekrivajo svoje telo, samice pa tudi jajčeca.
Prehranjujejo se s sesanjem rastlinskih sokov, običajno iz nadzemnih olesenelih delov dreves. Kot škodljivec je prepoznana kitajska vrsta Lycorma delicatula, ki se je razširila v Južno Korejo in Severno Ameriko, kjer predstavlja nadlogo v vinogradništvu.

## Taksonomija
Trenutno sprejeta klasifikacija nižjih skupin temelji na obliki glave, a je kot kaže umetna in s tem nezadostna za sodobno filogenetsko taksonomijo, vendar celovita revizija družine še ni bila opravljena. Najbližje sorodni so jim dolgoglavci (družina Dictyopharidae), ki imajo prav tako dolge izrastke glave in zaenkrat za več poddružin (predvsem Zanninae) ni jasno, ali spadajo med svetivce ali dolgoglavce.